# Франклін (округ Делавер, Нью-Йорк)
Франклін (англ. Franklin) — місто (англ. town) в США, в окрузі Делавер штату Нью-Йорк. Населення — 2288 осіб (2020).

## Демографія
Згідно з переписом 2010 року, у місті мешкало 2411 осіб у 1002 домогосподарствах у складі 700 родин. Було 1465 помешкань
Расовий склад населення:
| - 96,0 % — білих - 0,9 % — чорних або афроамериканців - 0,6 % — азіатів - 0,2 % — корінних американців - 0,1 % — вихідців з тихоокеанських островів |

До двох чи більше рас належало 1,3 %. Частка іспаномовних становила 2,1 % від усіх жителів.
За віковим діапазоном населення розподілялося таким чином: 20,0 % — особи молодші 18 років, 62,3 % — особи у віці 18—64 років, 17,7 % — особи у віці 65 років та старші. Медіана віку мешканця становила 46,7 року. На 100 осіб жіночої статі у місті припадало 102,3 чоловіків;  на 100 жінок у віці від 18 років та старших — 99,8 чоловіків також старших 18 років.
Середній дохід на одне домашнє господарство  становив 69 962 долари США (медіана — 55 294), а середній дохід на одну сім'ю — 77 574 долари (медіана — 61 404). Медіана доходів становила 46 023 долари для чоловіків та 39 943 долари для жінок. За межею бідності перебувало 9,2 % осіб, у тому числі 18,0 % дітей у віці до 18 років та 4,6 % осіб у віці 65 років та старших.
Цивільне працевлаштоване населення становило 1129 осіб. Основні галузі зайнятості: освіта, охорона здоров'я та соціальна допомога — 32,6 %, мистецтво, розваги та відпочинок — 12,0 %, виробництво — 10,5 %.